# Obszarowa Dyspozycja Ruchu
Obszarowa Dyspozycja Mocy (ODM) – w strukturze służb ruchowych systemu elektroenergetycznego nadzoruje całą sieć rozdzielczą 110 kV i kieruje pracą urządzeń elektroenergetycznych pozostałych z układu przesyłowego, nie kierowanych z poziomu KDM oraz większością sieci rozdzielczej 110 kV i elektrowniami zawodowymi niesystemowymi, przypisanymi określonemu obszarowemu systemowi elektroenergetycznemu.